# 兰氏华溪蟹
兰氏华溪蟹（学名：Sinopotamon lansi）为溪蟹科华溪蟹属的动物。在中国大陆，分布于湖北、湖南、江西、广西等地，常生活于丘陵地带及平原区河流、湖、池岸旁的泥洞中。